# Oust-Kout
Oust-Kout (en russe : Усть-Кут) est une ville de l'oblast d'Irkoutsk, en Russie, et le centre administratif du raïon Ouskoutinski. Sa population s'élevait à 40 281 habitants en 2021.

## Géographie
Oust-Kout est située en Sibérie, au point de confluence de la Léna et de son affluent la Kouta, à 260 km à l'est de Bratsk, à 515 km au nord d'Irkoutsk et à 4 040 km à l'est de Moscou.
La voie ferrée du Baïkal Amour Magistral traverse la ville.

## Histoire
En 1631, l'ataman cosaque Ivan Galkine y construisit un fort, qui est à l'origine de la ville actuelle. Oust-Kout reçut le statut de commune urbaine en 1943 puis celui de ville en 1954.
Léon Trotski fut exilé à Oust-Kout en 1900.

## Population
Recensements ou estimations de la population
| 1926*  | 1959*  | 1970*  | 1979*  | 1989*  | 1996   |
| ------ | ------ | ------ | ------ | ------ | ------ |
| 11 700 | 21 343 | 33 197 | 49 647 | 61 165 | 62 400 |

| 2002*  | 2010*  | 2012   | 2013   | 2014   | 2015   |
| ------ | ------ | ------ | ------ | ------ | ------ |
| 49 951 | 45 375 | 44 805 | 44 301 | 43 552 | 42 971 |

| 2016   | 2017   | 2018   | 2019   | 2020   | 2021   |
| ------ | ------ | ------ | ------ | ------ | ------ |
| 42 498 | 42 272 | 41 689 | 41 149 | 40 783 | 40 281 |

## Climat
Le total annuel moyen des précipitations relevées à Oust-Kout est de 430 millimètres. La période la plus arrosée est l'été et va de juin à septembre.
Précipitations mensuelles moyennes relevées à Oust-Kout (en millimètres)